# 里瓦尔塔博尔米达
里瓦尔塔博尔米达（義大利語：Rivalta Bormida），是意大利亚历山德里亚省的一个市镇。总面积10.04平方公里，人口1442人，人口密度143.6人/平方公里（2009年）。ISTAT代码为006144。